# Riau
Riau è una provincia Indonesiana situata nella parte centrale dell'isola di Sumatra. Il capoluogo di provincia è Pekanbaru, la più grande città del Riau.

## Geografia fisica

### Territorio
Il Riau è situato sull'isola di Sumatra e si affaccia sullo Stretto di Malacca, il punto di congiunzione fra l'Oceano Indiano e l'Oceano Pacifico, ciò rende la Flora e la Fauna unica e non omogenea in tutta la provincia. Il Riau è un punto importante per il commercio dell'Indonesia ed estero, poiché ha altre province confinanti (a Sud-Ovest la provincia della Sumatra Occidentale a Nord-Ovest la Sumatra Settentrionale e a Sud il Jambi) e dista a pochi chilometri dalla Penisola di Malacca in possesso della Malaysia e di Singapore.

### Clima
A Sud della provincia passa la linea immaginaria dell'Equatore, quindi la zona con la più intensa e costante insolazione del pianeta. Ovviamente il clima della provincia è di tipo equatoriale abbondando il caldo e nondimeno la percentuale d'umidità, quindi le costanti e forti piogge che hanno generato le Foreste pluviali o equatoriali.

### Disboscamento
Le foreste pluviali vengono spesso disboscate dalle maggiori industrie, infatti, nel 2005 è stato disboscato il 33% della foresta presente (27.000 km quadrati), distruggendo migliaia di alberi, arbusti e animali.

## Società

### Lingue e dialetti
Le Lingue più diffuse in questa parte di Sumatra sono l'Indonesiano la più parlata e quella ufficiale tra tutte le lingue. Poi si parlano anche il malay di origini asiatiche e, in misura minore, la lingua austronesiana del Minangkabau.

### Religione
Le religioni diffuse nel Riau sono molte, ma la principale e senz'altro la Religione musulmana; l'88% della popolazione provinciale la pratica.
Religioni minori ma con molti credenti sono il Cristianesimo [6% (Cattolicesimo 5%, Protestantesimo 1%)], il Buddhismo (6%) e l'Induismo (0.2%).

### Etnie e minoranze straniere
Molti sono i gruppi etnici presenti nel Riau. Il più diffuso è il gruppo Malay proveniente dalla Malesia (38%), poi seguono altri gruppi piuttosto diffusi tipo il gruppo Javanese (25%) e il Minangbakau, poi seguono altre etnie minori: i Batak 7%, Banjar 4%, Cinesi-Indonesiani 4% e i Bugis 2%.